# Бакуко (Венеција)
Бакуко (итал. Bacucco) је насеље у Италији у округу Венеција, региону Венето.
Према процени из 2011. у насељу је живело 236 становника. Насеље се налази на надморској висини од 0 м.